# Boisheim
Boisheim [ˈboːshaɪ̯m mit Dehnungs-i] ist mit rund 2000 Einwohnern der kleinste Stadtteil von Viersen. Mit zugehörender landwirtschaftlicher Nutzfläche beziffert sich die Grundfläche vom Stadtteil Boisheim auf 5,91 Quadratkilometer.
Boisheim besitzt aufgrund seiner ländlichen Struktur neben dem Dorfkern und der sich anschließenden Bebauung einige kleinere außenliegende Ansammlungen von Bauernhöfen wie Lind und Pütterhöfe.

## Geschichte
Ursprünglich war Boisheim eine fränkische Siedlung. In einer Urkunde von 1304 wird der Ort erstmals erwähnt. 1304 gehörte Boisheim zur Grafschaft Kessel; bis zum Jahr 1794 zum Kölner Stift St. Pantaleon. Mehrfach, unter anderem im Dreißigjährigen Krieg, wurde der Ort geplündert. Der Herzog von Jülich errichtete 1725 als Landesherr hier eine Zollstätte.
Von 1798 bis 1814 stand Boisheim unter französischer Herrschaft. Während dieser Zeit bildete Boisheim eine Mairie nach französischem Vorbild und gehörte zum Kanton Bracht im Arrondissement Krefeld des Rur-Departements. Nachdem 1814 der gesamte Niederrhein auf dem Wiener Kongress dem Königreich Preußen zugeschlagen wurde, kam Boisheim zum neuen Kreis Kempen. Aus der Mairie der Franzosenzeit wurde die preußische Bürgermeisterei Boisheim.
Am 1. März 1945 nahmen Soldaten der 84. US-Infanteriedivision in der Nacht vom 28. Februar auf den 1. März Boisheim ein. Das nächtliche Vorrücken überraschte die in Boisheim befindlichen Soldaten. Am Morgen marschierten die US-Soldaten von dort aus in Dülken ein.
Zum 1. Januar 1970 wurde Boisheim im Zuge der kommunalen Neugliederung in die Stadt Viersen eingegliedert, nachdem es zwei Jahre zuvor bereits mit der da noch eigenständigen Stadt Dülken zusammen gegangen war.
Der Tornado im Kreis Viersen vom 16. Mai 2018 führte zu Schäden im Ort.

## Sehenswürdigkeiten

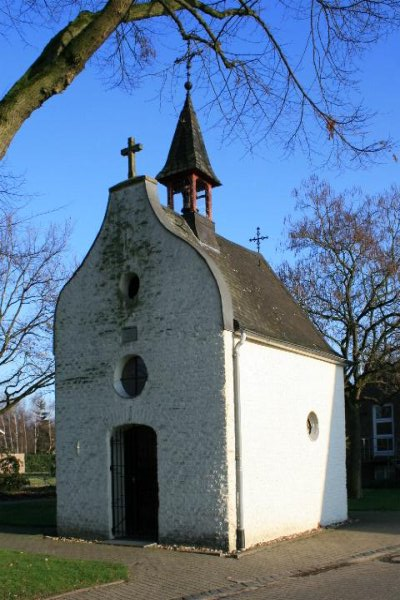
St. Lucia Kapelle

Die heute mitten im Ort stehende Luzia-Kapelle stammt aus dem Anfang des 17. Jahrhunderts. Vermutlich wurde sie von den Bürgern damals am Ortseingang als Dank für eine überstandene Pestseuche errichtet.
Die Kirche St. Peter wurde 1487 gebaut. Ihr Turm wurde 1898 bei einem Erweiterungsbau neu errichtet, der alte Chor blieb dabei erhalten. Interessant ist, dass im Chor älterer rheinischer Tuff als Baumaterial gemischt mit Backsteinen vorkommt.

## Verkehr

### Straßenverkehr
Boisheim liegt direkt an der Bundesautobahn 61 und ist über die Anschlussstelle 5 (Nettetal) zu erreichen.

### Bahnhof Boisheim

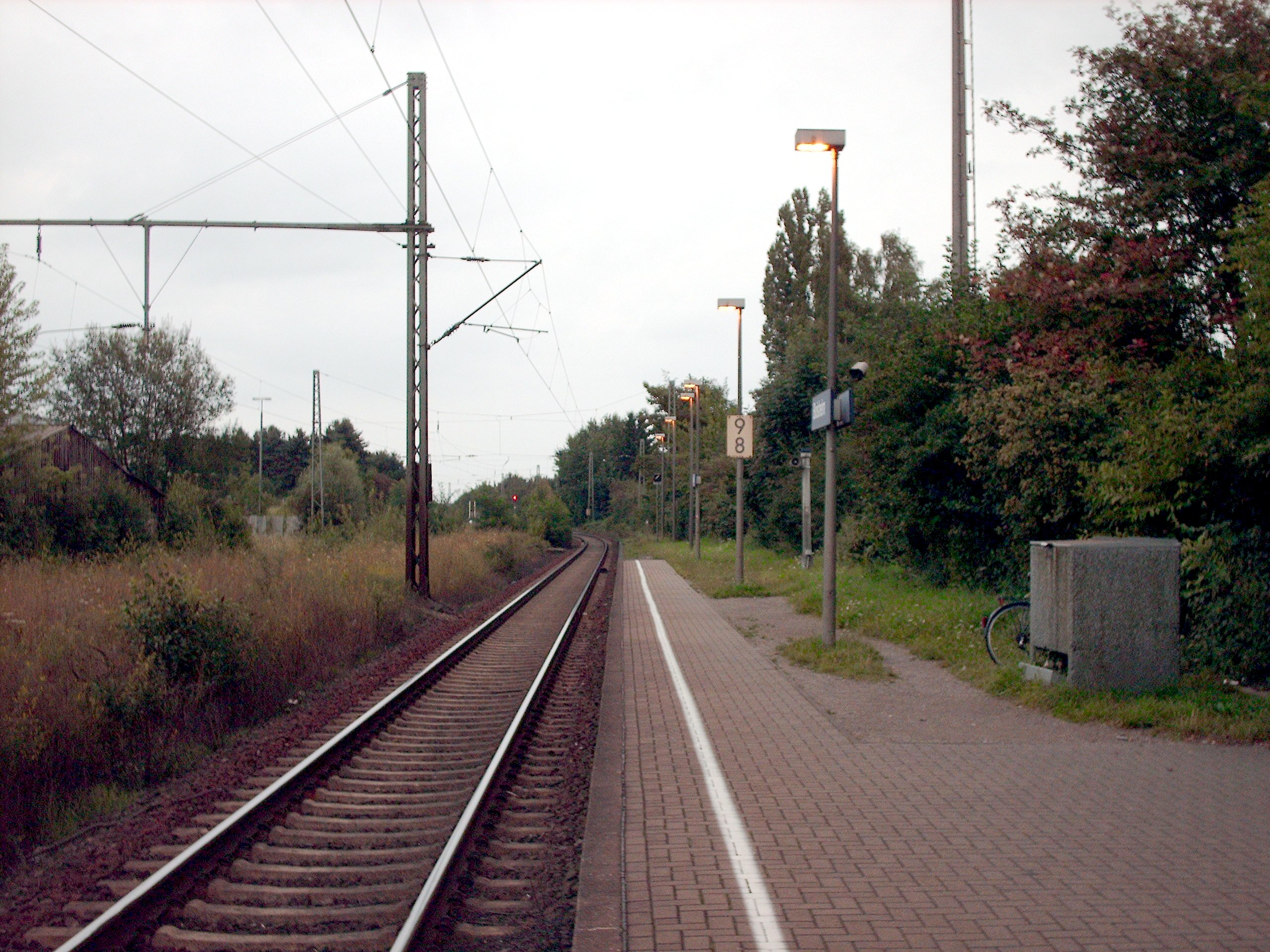
Bahnhof Boisheim

Boisheim hat einen Bahnhof an der Bahnstrecke Viersen–Venlo, der vom Maas-Wupper-Express im Stundentakt bedient wird. Das Streckenteilstück von Viersen über Boisheim nach Kaldenkirchen ging am 29. Januar 1866 in Betrieb.
| Linie | Verlauf | Takt   |
| ----- | --- | ------ |
| RE 13 | Maas-Wupper-Express: Venlo – Kaldenkirchen – Breyell – Boisheim – Dülken – Viersen – Mönchengladbach Hbf – Neuss Hbf – Düsseldorf-Bilk – Düsseldorf Hbf – Wuppertal-Vohwinkel – Wuppertal Hbf – Wuppertal-Barmen – Wuppertal-Oberbarmen – Schwelm – Ennepetal (Gevelsberg) – Hagen Hbf – Schwerte (Ruhr) – Holzwickede – Unna – Bönen – Hamm (Westf) Hbf Stand: Fahrplanwechsel Dezember 2023 | 60 min |

Außerdem wird der Bahnhof Boisheim von einem Zugpaar des RE 8 (Rhein-Erft-Express) bedient. Dieses verkehrt morgens von Kaldenkirchen über Mönchengladbach nach Köln Messe/Deutz und nachmittags zurück. Betrieben wird die Linie von DB Regio. Die Züge verkehren von Montag bis Freitag als Verstärkerzug.

## Persönlichkeiten

### In Boisheim geboren
- Carl Winchenbach (1839–1925), Architekt und Baubeamter
- Kornelius Feyen (1886–1957), Pädagoge und Maler
- Mirja Boes alias „Möhre“ (* 1971), Schauspielerin, Comedian und Sängerin

### Mit Boisheim verbunden
- Karl Köster (1883–1975), Maler und Grafiker